# NeoeEdit
NeoeEdit是一个供程序员使用的“轻量而且智能”的文本编辑器。它用Java语言编写，可以运行在各种平台。.